# 歐亨尼奧·埃斯佩霍

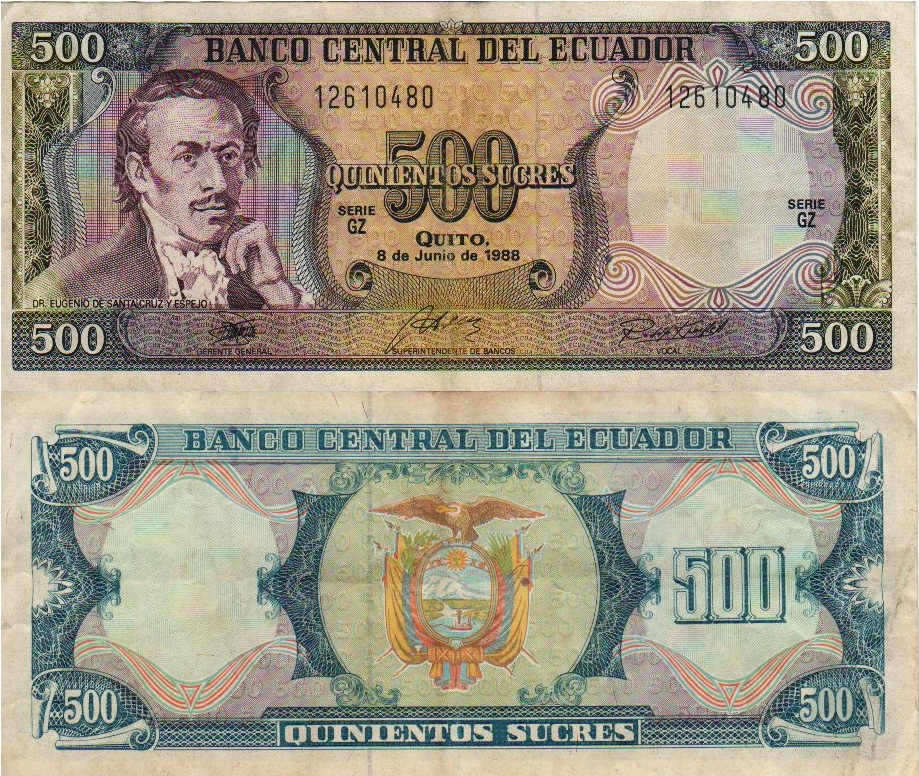
厄瓜多蘇克雷500元紙鈔印有歐亨尼奧·埃斯佩霍肖像

弗朗西斯科·哈維爾·歐亨尼奧·德·聖克魯斯·埃斯佩霍（Francisco Javier Eugenio de Santa Cruz y Espejo，1747年2月21日—1795年12月28日）是厄瓜多殖民時期的一位醫師、作家和律師。他是一位著名的科學家和作家，同時是一位傑出的辯論家，激發了基多的分離主義運動。他被認為是18世紀後期拉丁美洲最重要的開明思想家之一。
埃斯佩霍出版了基多的第一份報紙，因此被視為厄瓜多爾新聞業的奠基人。他也被認為是厄瓜多爾的第一位文學評論家。而作為一名衛生學家，他撰寫了一篇關於厄瓜多爾殖民地衛生條件的重要論文，其中包括關於微生物和疾病傳播的評論。
由於他的自由主義思想觸怒了殖民當局，他於1795 年初入獄，獲釋後以醫生身份治療被監禁的病人。同年12月28日，因痢疾在獄中病逝，享年48歲。
現今他十分受到厄瓜多人民的敬重，厄瓜多蘇克雷500元紙鈔印有他的肖像，厄瓜多國家圖書館亦以他命名。